# Кажым (сельское поселение)
Кажым — административно-территориальная единица (административная территория посёлок сельского типа с подчинённой ему территорией) и муниципальное образование (сельское поселение с полным официальным наименованием муниципальное образование сельского поселения «Кажым») в составе Койгородского муниципального района в Республике Коми Российской Федерации.
Административный центр — посёлок Кажым.

## История
Статус и границы административной территории установлены Законом Республики Коми от 6 марта 2006 года № 13-РЗ «Об административно-территориальном устройстве Республики Коми».
Статус и границы сельского поселения установлены Законом Республики Коми от 6 марта 2006 года № 13-РЗ «Об административно-территориальном устройстве Республики Коми».
Законом Республики Коми от 6 мая 2016 года № 41-РЗ были объединены муниципальные образования сельских поселений «Кажым» и «Нижний Турунъю» во вновь образованное муниципальное образование сельского поселения «Кажым».

## Население
| 2010 | 2011 | 2012 | 2013 | 2014  | 2015 | 2016 |
| ---- | ---- | ---- | ---- | ----- | ---- | ---- |
| 942  | ↘940 | ↘920 | ↘919 | ↘896  | ↘868 | ↗879 |
| 2017 | 2018 | 2019 | 2020 | 2021  |      |      |
| ↗913 | ↘903 | ↘889 | ↘856 | ↗1022 |      |      |

## Состав
Состав административной территории и сельского поселения:
| № | Населённый пункт | Тип населённого пункта          | Население |
| - | ---------------- | ------------------------------- | --------- |
| 1 | Верхний Турунъю  | посёлок                         | ↘52       |
| 2 | Гуж              | посёлок                         | ↘2        |
| 3 | Кажым            | посёлок, административный центр | ↘940      |
| 4 | Нижний Турунъю   | посёлок                         | 173       |